# Volychovo
Volychovo (Волышово) est un domaine ayant appartenu à la famille Vassiltchikov et à la famille Stroganov qui se trouve en Russie dans l'oblast de Pskov (raïon de Porkhov). Il servait surtout à la chasse et comprend un manoir dans le style éclectique.

## Histoire
Le domaine appartenait dans la première moitié du XIXe siècle au général Vassilitchikov. Le manoir qui subsiste de nos jours est construit dans les années 1860 par l'architecte Mikhaïl Makarov pour le gendre du général, le comte Stroganov (1818-1864), Jägermeister (maître de chasse) à la cour de Russie. Il est d'abord bâti en bois, puis reconstruit en pierre en 1911 par le comte Sergueï Alexandrovitch Stroganov, selon les plans de l'architecte pétersbourgeois Carl Schmidt.
Après avoir quitté l'armée, le comte s'installa dans son domaine de Volychovo et s'investit énormément dans son zemstvo, grâce à quoi les membres du conseil du district de Pskov lui accordèrent le titre de magistrat honoraire. Il fit construire sur ses propres fonds des routes aux abords de ses terres et les personnes de toute origine sociale eurent accès aux soins dans les hôpitaux. Il fit construire alentour des établissements scolaires pour les enfants de moujiks. En plus, il fonda une école dans le district et joua également un grand rôle dans la construction d'une école secondaire dans la ville de Pskov. Il fit planter à Vochylovo de jeunes arbres et arbustes aux essences très rares. Lors de concours ou d'expositions à Nijni Novgorod, le comte cédait ces arbres aux forestiers à un prix très avantageux. 
Le domaine possède en outre aujourd'hui un grand parc à l'anglaise, une église dédiée au Sauveur, trois bâtiments d'écuries pour chevaux de race, un manège, un pigeonnier et d'autres constructions.

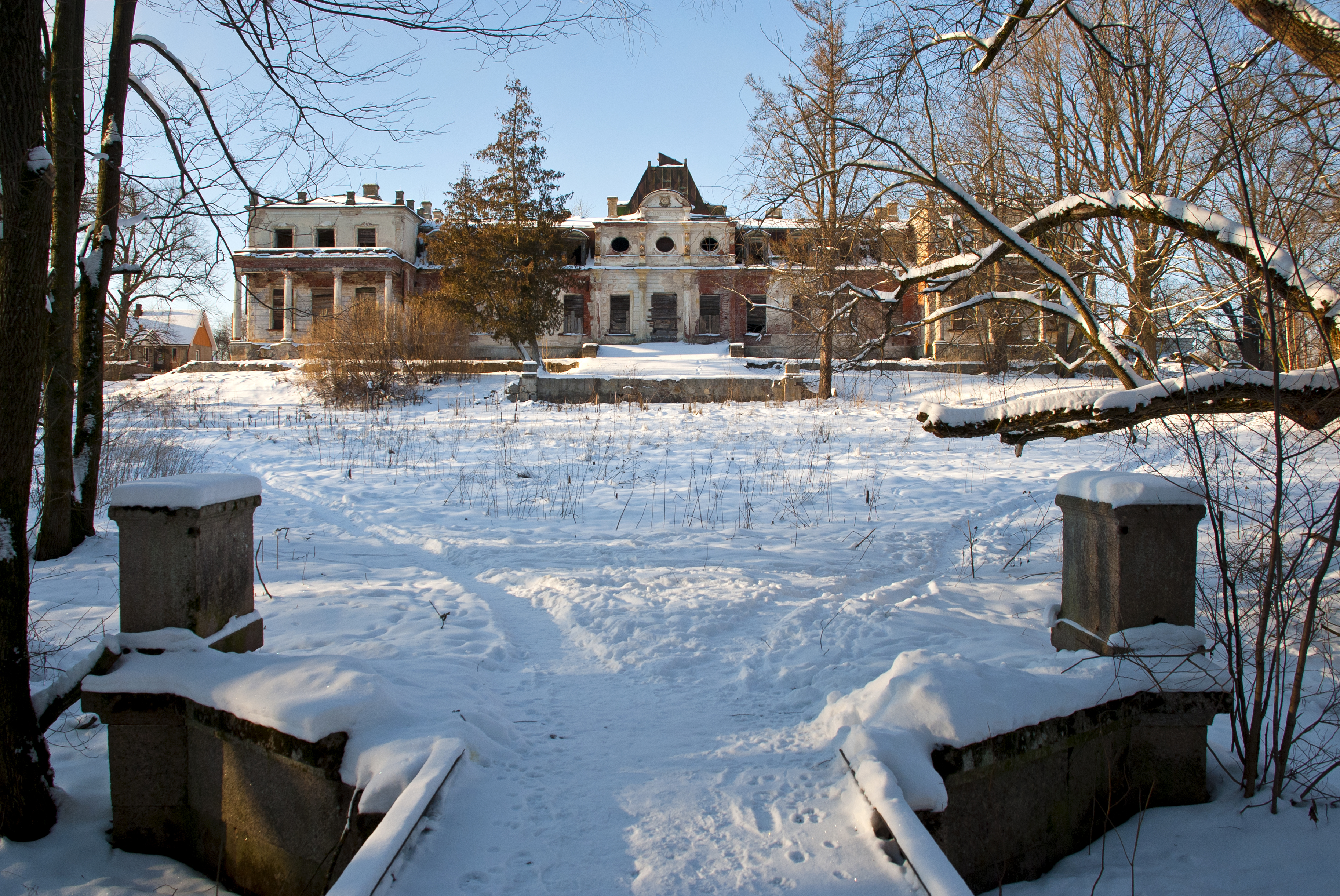
Le manoir en ruines en 2012.

Le domaine servait avant tout à la chasse. Les participants des années 1880 étaient surtout le comte Sergueï Alexandrovitch Stroganov, le prince Boris Alexandrovitch Vassiltchikov ou encore le prince Pavel Pavlovitch Galitzine. La maison de maître est aujourd'hui dans un piteux état, presque en ruines.

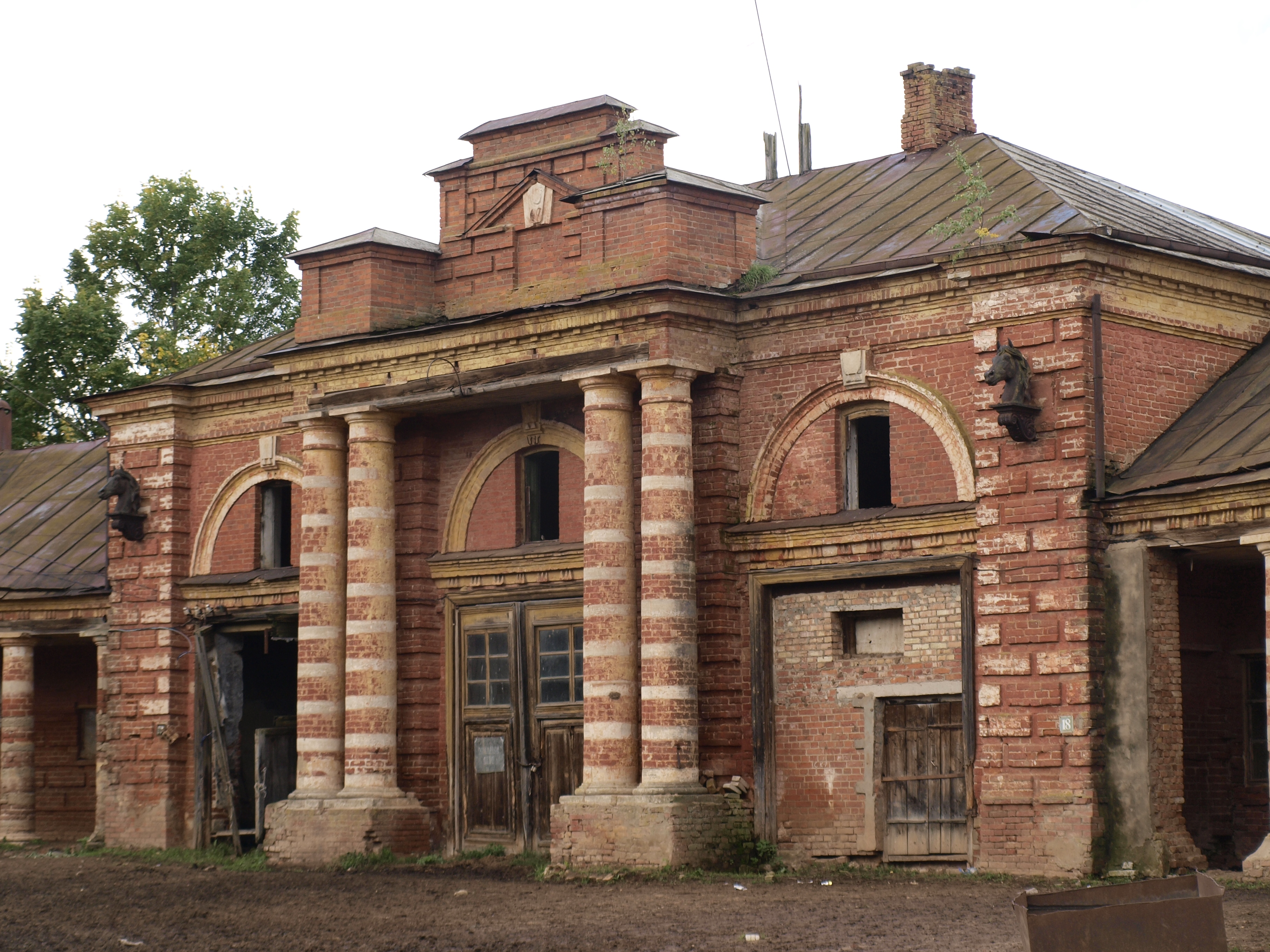
Les écuries.
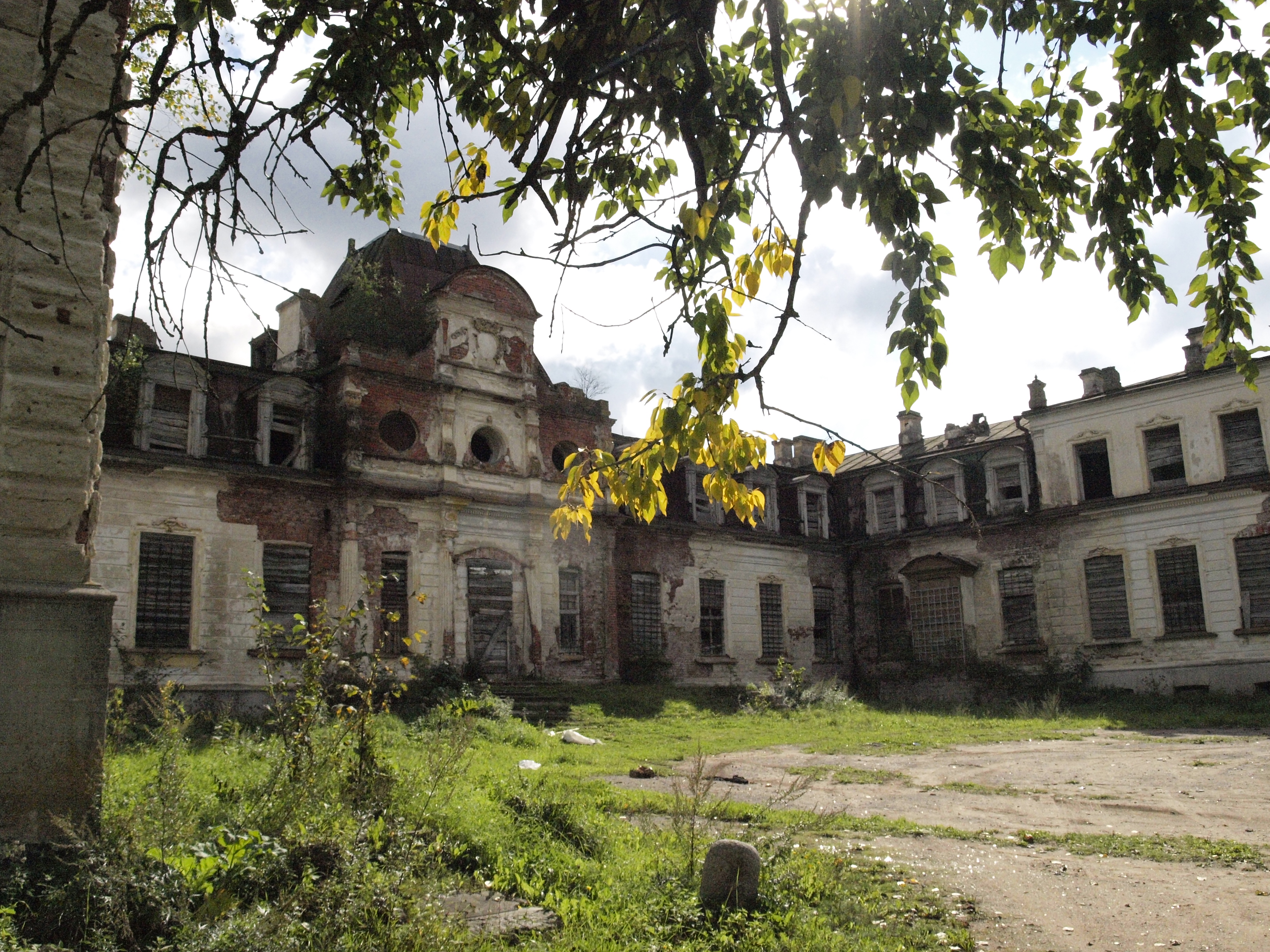
L'ancienne maison de maîtres en ruines: cour d'honneur.
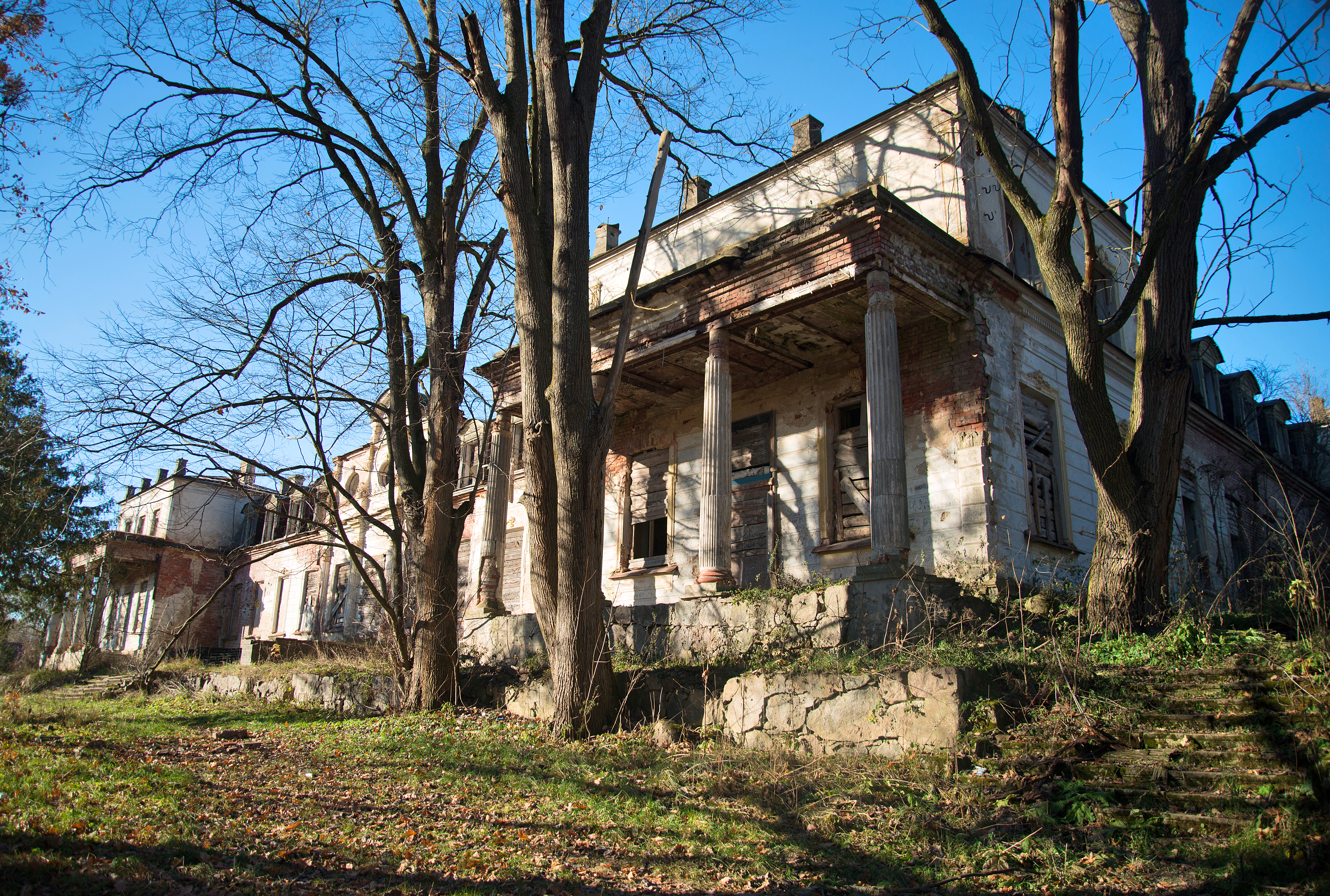
Façade en ruines donnant sur le parc.
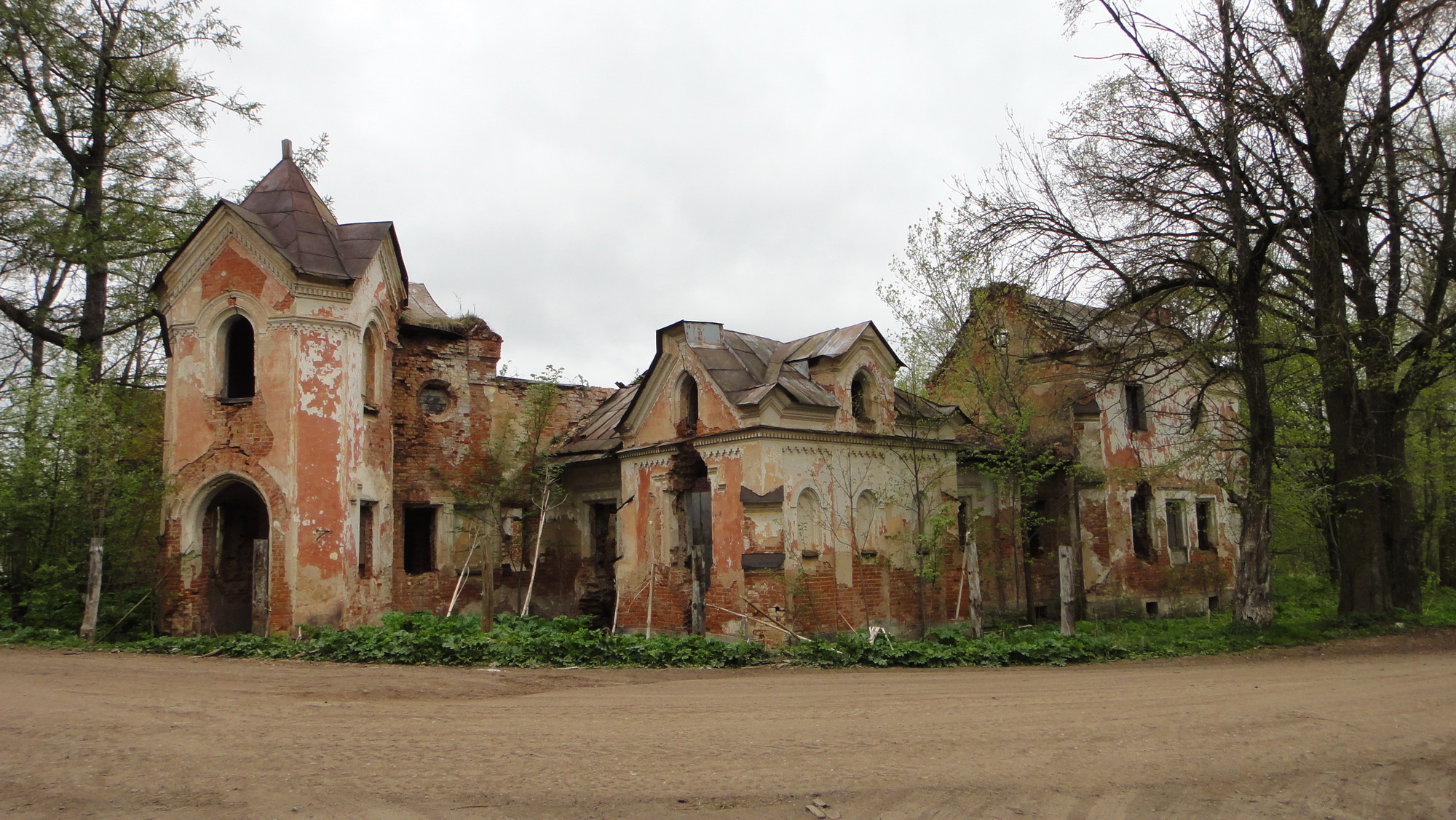
L'ancienne maison anglaise en ruines.
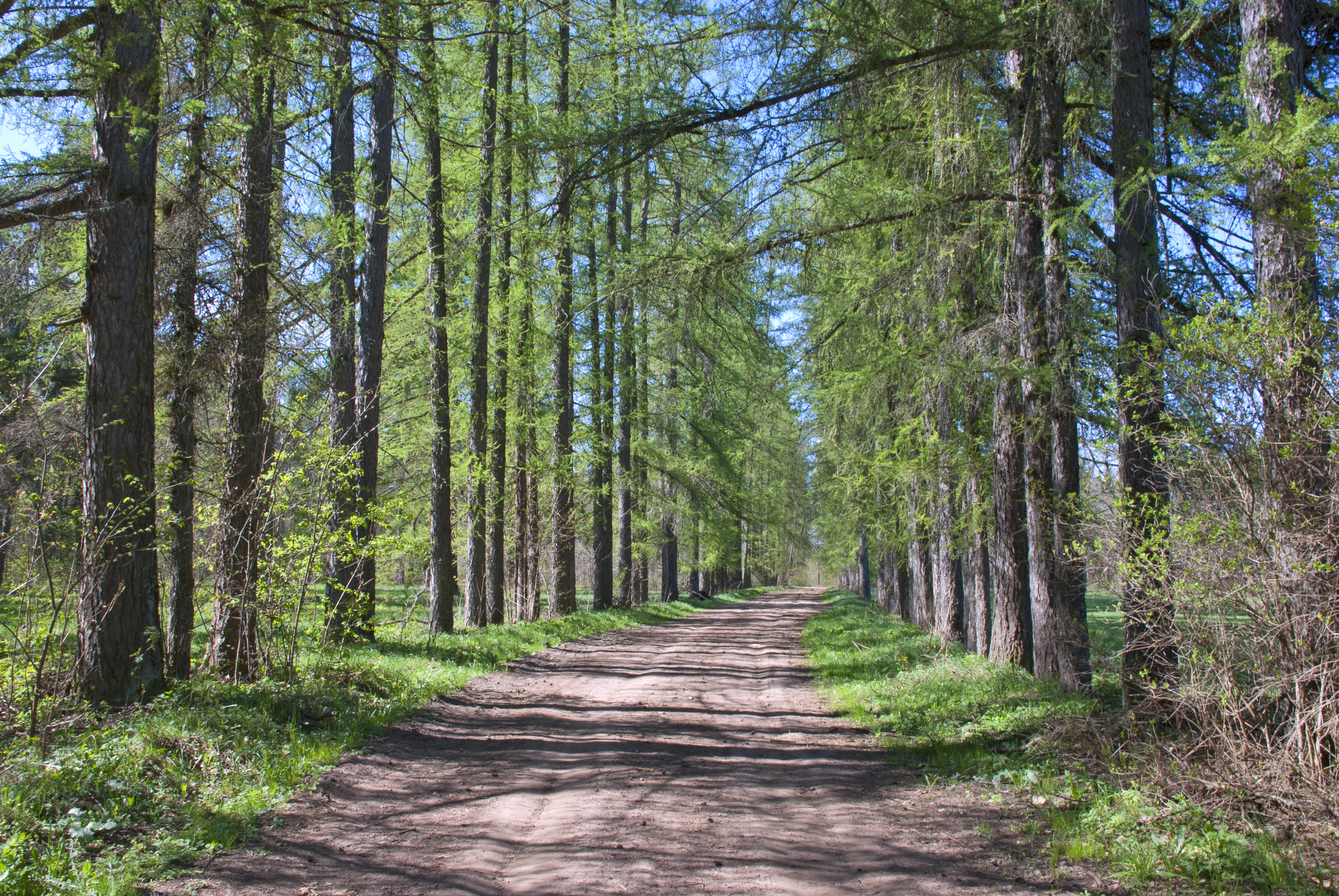
Une allée du parc.

## Source
- (ru) Cet article est partiellement ou en totalité issu de l’article de Wikipédia en russe intitulé « Волышово » (voir la liste des auteurs).